# Ludomir Ślusarski
Ludomir Ślusarski (ur. 29 września 1931 w Konstantynowie Łódzkim, zm. 4 listopada 2020) – polski inżynier chemik, prof. dr hab.

## Życiorys
Po wojnie ukończył Gimnazjum i Liceum Ogólnokształcące im. Mikołaja Kopernika w Łodzi. Następnie rozpoczął studia na Wydziale Chemicznym Politechniki Łódzkiej,
które ukończył w roku 1954 i w tym samym roku rozpoczął pracę w Katedrze Technologii Kauczuków i Mas Plastycznych. W 1963 roku przedstawił pracę doktorską na temat syntezy kredy strącanej i jej modyfikacji kwasem stearynowym, której promotorem był prof. dr Stanisław Chrzczonowicz.
W 1986 roku uzyskał stopień doktora habilitowanego nauk technicznych, rozprawa dotyczyła struktury węzłów sieci w elastomerach. 11 maja 1990 roku uzyskał tytuł profesora nauk technicznych, a w 1995 roku stanowisko profesora zwyczajnego. Został zatrudniony na stanowisku profesora w Instytucie Włókiennictwa, w Instytucie Przemysłu Gumowego „Stomil”, oraz w Instytucie Technologii Polimerów i Barwników na Wydziale Chemicznym Politechniki Łódzkiej.
Był przewodniczącym rady naukowej w Instytucie Włókiennictwa i w Instytucie Inżynierii Materiałów Włókienniczych, honorowym członkiem prezydium  Komitetu Nauki o Materiałach Polskiej Akademii Nauk, członkiem Zespołu Inżynierii Materiałowej i Technologii Materiałowych (T-08) – Komitetu Badań Naukowych, członkiem Komitetu Chemii Analitycznej PAN, Komisji Badań na Rzecz Rozwoju Gospodarki, Rady Nauki, Zespołu Roboczego do spraw Materiałów i Surowców (ZR-7) – Komisji Badań na Rzecz Rozwoju Gospodarki, Rady Nauki, Zespołu Interdyscyplinarnego do spraw Współpracy z Zagranicą, Zespołu do spraw Nanonauki i Nanotechnologii, Zespołu do spraw Nanonauki i Nanotechnologii i Zespołu do spraw Czystych Technologii Węglowych (Zespoły Specjalistyczne, Interdyscyplinarne, Doradcze i Zadaniowe Ministra) Ministerstwa Nauki i Szkolnictwa Wyższego.
Jest autorem lub współautorem 11 monografii, 210 publikacji, 22 patentów i ponad 100 referatów.
Zmarł 4 listopada 2020.

## Nagrody i wyróżnienia
Prof. Ludomir Ślusarski w dowód uznania za swoją pracę dydaktyczną i naukową uzyskał wiele nagród i wyróżnień. Został odznaczony m.in. Nagrodami Ministra Edukacji Narodowej (czterokrotnie), Nagrodą Głównego Inspektora Pracy, Złotym Krzyżem Zasługi, Krzyżem Kawalerskim i Krzyżem Oficerskim OOP, Honorową Odznaką Miasta Łodzi, Srebrną Odznaką „Zasłużony dla Górnictwa”, Srebrną Odznaką Honorową NOT, Medalem Honorowym im. Tadeusza Sendzimira, Medalami International Biographical Centre Cambridge (Top 100 Engineers 2011) oraz American Biographical Centre (Man of the Year 2011).